# Sarcophaga tanzaniae
Sarcophaga tanzaniae är en tvåvingeart som beskrevs av Zumpt 1972. Sarcophaga tanzaniae ingår i släktet Sarcophaga och familjen köttflugor.
Artens utbredningsområde är Tanzania. Inga underarter finns listade i Catalogue of Life.